# 1163 Saga
1163 Saga là một tiểu hành tinh ngoài rìa của vành đai chính bay quanh Mặt Trời. Approximately 29 kilometers in diameter, Nó hoàn thành một chu kỳ quay quanh Mặt Trời là 6 năm. Nó được phát hiện bởi Karl Wilhelm Reinmuth ở Heidelberg, Đức ngày 20 tháng 1 năm 1930. Tên ban đầu của nó là 1930 BA.